# برايان مورتون
برايان مورتون (بالإنجليزية: Brian Morton)‏‏ (يوليو 1955 في نيويورك - ) روائي، وصحفي من الولايات المتحدة.

## الجوائز
- زمالة غوغنهايم

## روابط خارجية
- برايان مورتون على موقع IMDb (الإنجليزية)